# Adenogramma littoralis
Adenogramma littoralis är en kransörtsväxtart som beskrevs av Robert Stephen Adamson. Adenogramma littoralis ingår i släktet Adenogramma och familjen kransörtsväxter. Inga underarter finns listade i Catalogue of Life.